# Intsia
Intsia es un género de árboles perteneciente a la familia  Fabaceae. 

## Especies seleccionadas
- Intsia acuminata Merr. ( Filipinas)
- Intsia bijuga (Colebr.) Kuntze (Sudeste de Asia, Pacífico) - ipil[2]
- Intsia moeleri Veill.
- Intsia palembanica Miq.[3]